# Kaïs Saied
Kaïs Saied (en árabe, قيس سعيد; Túnez, 22 de febrero de 1958) es un académico, jurista y político tunecino especialista en derecho constitucional. Desde el 23 de octubre de 2019 se desempeña como presidente de Túnez.
En enero de 2021, comenzaron las protestas en respuesta a la presunta brutalidad policial, las dificultades económicas y la pandemia de COVID-19. El 25 de julio de 2021, Saied destituyó al parlamento y al primer ministro Hichem Mechichi, ejecutando un exitoso autogolpe de Estado. Desde entonces, Saied supervisó la destitución del poder judicial y el arresto de políticos. 
Gobernó por decreto hasta que logró aprobar una nueva constitución que le otorgó más poderes y convocó elecciones legislativas anticipadas. El 6 de octubre de 2024, en una farsa electoral marcada por una extensa represión y manipulación, fue reelegido para un segundo mandato en la primera vuelta, en medio de una participación electoral históricamente baja.

## Biografía
Es hijo de Moncef Saïed y Lalla Zakia, una familia de origen modesto.
Profesor asistente de enseñanza superior en la Universidad de Túnez, es Secretario General de la Asociación Tunecina de Derecho Constitucional entre 1990 y 1995 y vicepresidente de ella desde 1995.
Director del Departamento de Derecho General de la Universidad de Sousse de 1994 a 1999, miembro del Grupo de Expertos de la Secretaría de la Liga Árabe de 1989 a 1990[cita requerida], experto del Instituto Árabe de Derechos Humanos de 1993 en 1995 y miembro del comité de expertos para revisar el borrador de la Constitución de Túnez en 2014 Es miembro del consejo científico de varias comisiones universitarias. 
Entre 2010 y 2011 participó en la revolución tunecina.
Invitado a varias universidades árabes, se negó en 2013 a formar parte de la comisión de expertos cuya misión era encontrar una solución legal al problema de la Autoridad Superior Independiente para las Elecciones.

## Trayectoria política
Ha sido uno de los primeros candidatos declarados en las elecciones presidenciales de 2019. Independiente y liderando una campaña con medios muy limitados, usa el árabe literario (mientras que sus oponentes a menudo hablan en árabe vernáculo); presenta un programa anticorrupción y denuncia el incumplimiento de las leyes constitucionales. El núcleo de sus votantes han sido los jóvenes. Sin medios de comunicación, publicidad ni estructura partidista obtuvo el 18,4 % de votos y se posicionó para disputar la segunda ronda electoral.
El 20 de septiembre de 2019, el partido islamista Ennahda, cuyo candidato quedó en tercer lugar en la primera ronda electoral, anunció el apoyo a su candidatura.
Como el régimen es semipresidencial, Kais Saied tenía una semana después de su toma de posesión para encargar al partido que llegase primero a las elecciones legislativas que formase gobierno. El partido tendría un mes para obtener la confianza de la Asamblea de Representantes del Pueblo.  
El 15 de noviembre de 2019, nombró jefe de gobierno a Habib Jemli, candidato de Ennahdha, y le encargó formar gobierno. 
Desde un punto de vista práctico, se negaba a alojarse en el palacio presidencial de Cartago, prefiriendo en su lugar su villa de Mnihla, ubicada en la gobernación de Ariana.
El 30 de octubre nombró al diplomático Tarek Bettaïeb como jefe del gabinete presidencial y al general Mohamed Salah Hamdi como asesor de seguridad nacional. Tarek Hannachi dirigió el protocolo. Abderraouf Bettaïeb fue ministro asesor del Presidente de la República, Rachida Ennaifer, a cargo de la comunicación, mientras que Nadia Akacha pasó a ser responsable de los asuntos legales.
En julio de 2021 un “golpe constitucional” cuando decretó el “Estado de excepción”, destituyendo al primer ministro, congelando la actividad del parlamento y levantando la inmunidad a los diputados. Un año después, con las protestas sociales proscritas  presentó una reforma de la Carta Magna que reforzaba las prerrogativas presidenciales. Tres meses después el Gobierno convocó unas elecciones legislativas que boicoteadas por la práctica totalidad del espectro político tunecino con un 11,22% de participación.

## Posicionamientos políticos
En cuestiones sociales preconiza posiciones ultraconservadoras. 

### Descentralización del Estado
Defiende la descentralización. Su caballo de batalla es la lucha contra el centralismo de Estado.

### Pena de muerte
En una entrevista con el periódico Acharaâ Al Magharibi en junio de 2019 declaró estar a favor de la pena de muerte (suspendida en Túnez en 1991).

### Igualdad entre hombres y mujeres
Se opone a la reforma de la igualdad entre hombres y mujeres en el reparto de la herencia.

### Homosexualidad
Se opone a despenalizar la homosexualidad. También considera que la homosexualidad o, sobre todo, su expresión pública, ha sido impulsada por partidos extranjeros que la financian. Añade "me han dicho que algunas casas estaban alquiladas por partidos extranjeros... La homosexualidad ha existido a lo largo de la historia, pero algunos quieren propagarla".

### Otras posiciones
Durante la campaña presidencial de 2019 abogó por un mandato revocable para los funcionarios electos locales, y por revisar la forma de ejercer el poder legislativo en Túnez.

## Publicaciones
Es autor de numerosos libros y artículos de derecho constitucional, entre ellos: 
- (en árabe) Colección de constituciones tunecinas y documentos políticos (نصوص و وثائق سياسية تونسية‎) [con Abdelfattah Amor], ed. Centro de Estudios e Investigación Política, Túnez, 1987
- Disposiciones generales de la Constitución [bajo la dir. de], ed. Facultad de Ciencias Jurídicas, Políticas y Sociales de Túnez, Túnez, 2010